# Болгарска Армия (стадион)
«Болгарска Армия» (болг. „Българска армия“) — мультиспортивный стадион в Софии, Болгария. Домашняя арена клуба ЦСКА (София).
Стадион построен по проекту архитектора Антона Каравелова в 1965—1967 годах на месте старого спортивного сооружения, которое принадлежало клубу АС`23. В 1982 году была проведена реконструкция, установлено электрическое освещение поля.
Кроме футбольных матчей здесь проводятся соревнования по баскетболу, теннису и легкой атлетике. Имеется «Музей славы ЦСКА», где хранятся выигранные спортивные трофеи.